# Teatro Tordinona
El Teatro Tordinona és un teatre de Roma que ha sigut exposat a moltes vicissituds de desaparicions i recreacions, i que va portar els noms successivament, entre d'altres, de Teatro Apollo i Teatro Pirandello. També és conegut amb el nom de Teatro Apollo-Tordinona o Tordinona-Apollo.